# モーターサイクル・ギャング

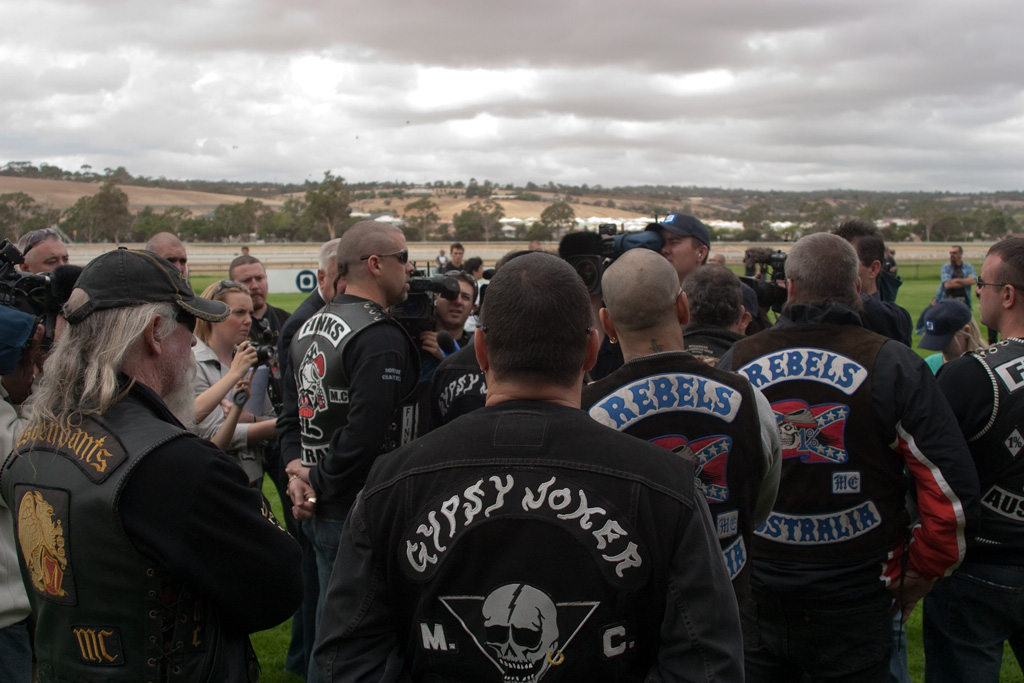
2009年の豪州でのイベントに集まる、モーターサイクルクラブのメンバー

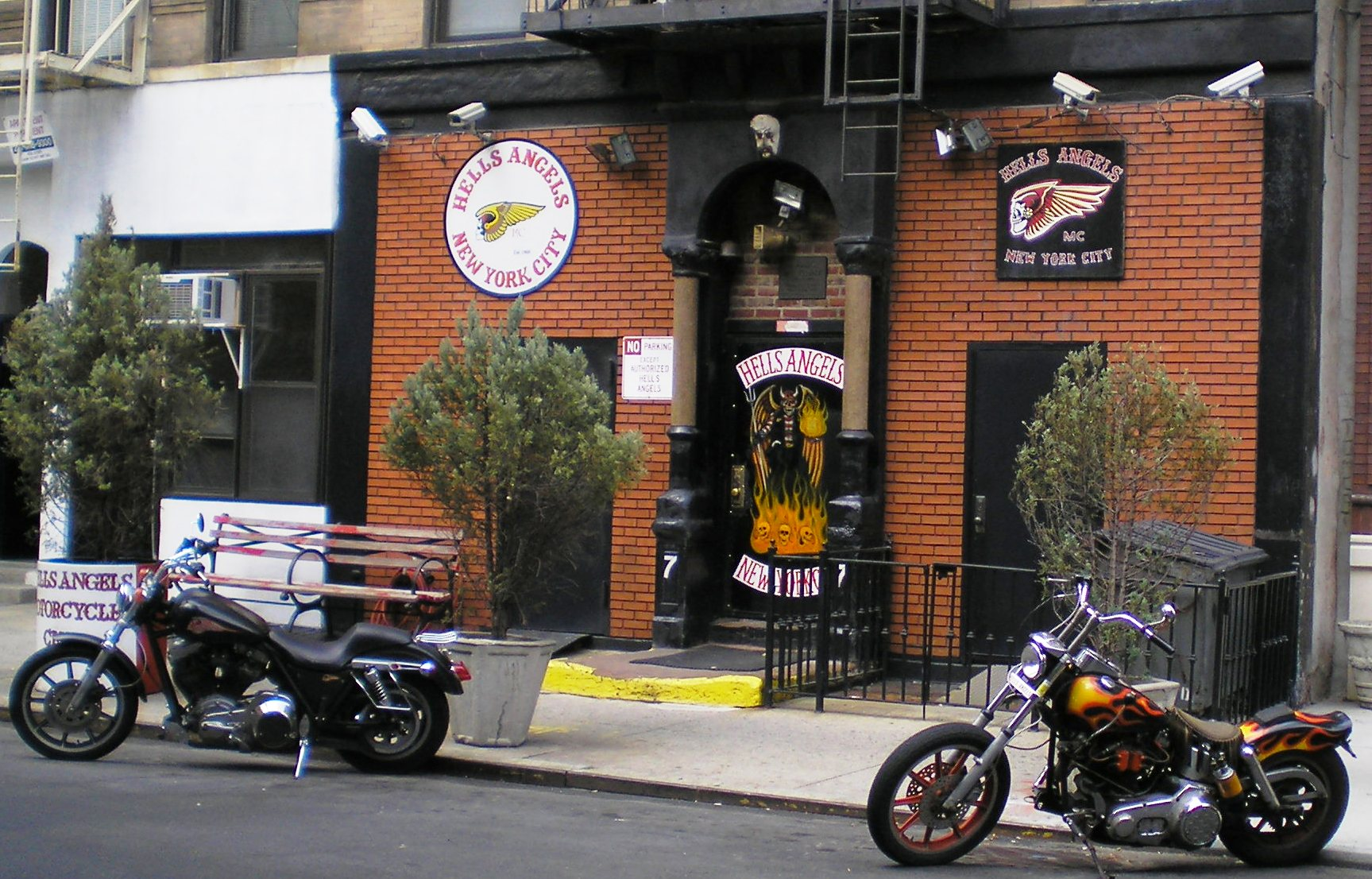
ヘルズ・エンジェルスのニューヨーク市におけるクラブハウス。建物正面には多数の防犯カメラ、投光照明が設置されている。

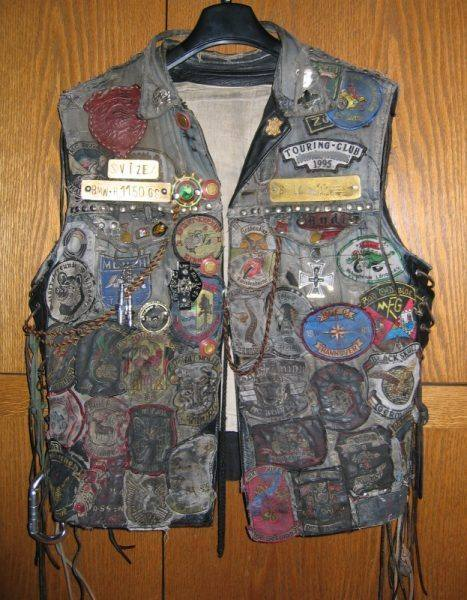
クラブベスト（ドイツ）

モーターサイクル・ギャング（Motorcycle Gang）、アウトロー・モーターサイクルクラブ（Outlaw motorcycle club）とは、オートバイのサブカルチャーであり、米国司法省により「メンバーがモーターサイクルクラブ（MC）を犯罪行為の中継所として使用している組織」と定義されている。一般にクルーザーやツーリングフレームのオートバイを使用し、特にハーレー・ダビッドソンやチョッパーが中心である。
米国でのこのようなモーターサイクル・クラブ（MC）は、自分たちを非犯罪者であって、「アウトロー」というのは米国モーターサイクリスト協会（AMA）の規則に沿っていないだけだとと主張している。そういったクラブは、代わりに「アウトロー」バイカー文化を反映した独自の規則を有しており、それは自由、主流文化への不適合、バイカーグループへの忠誠心を称える一連の理想が反映されている。

## メンバー加入
いくつかのバイカークラブは、会員が「クラブの友人」、「居候」、「見習い」といったいくつかのレベルを経て、フルパッチ会員になる過程を採用している。クラブによって実際の各レベルと通過過程は大きく異なることが多く、多くの場合、新人はメンバーによる投票を通過し、クラブへの忠誠をある程度誓う必要がある。 クラブによってはMCというロゴがあしらわれた独自のクラブパッチ（カットまたはトップロッカー）を、カットと呼ばれるライダーのベストに装着することがある 。
こういったクラブにおいては、初期段階（すなわち居候、見習い）において、ある程度のしごき（通過儀礼）が起こることがあり、それは正会員のための下働きの義務付け、二枚舌の悪ふざけなどであり、さらに一部アウトロークラブではまれに暴力行為に至ることもある 。 この期間中、プロスペクトはクラブ名を背中につけてもよいが、フルロゴはつけられないことが多く、この習慣はクラブによって異なりうる。見習いが正会員になるには、ほかの正会員から投票を受けなければならない。入会に成功するには、通常、単純多数決以上の賛成票が必要であり、クラブによっては、反対票が1票でもあれば、昇格を拒否できる場合もある。その後、正式な入会式が行われ、新会員はクラブとその会員に対する忠誠を誓う。そして最終的なロゴ・パッチが授与される。正会員はしばしば「フルパッチメンバー」または「パッチホルダー」と呼ばれ、正会員になるステップは「パッチが当てられる」と呼ばれることがある。

## バイカー文化
ギャングのメンバーの大半は重大な犯罪歴がなく、社会的なレベルでのアウトローであると主張しており、「アウトロー」という言葉を政府の法律ではなく、米国モーターサイクリスト協会のような団体のルールを無視することであると主張している。
多くの健全なクラブは、ギャングと同様の記章、色、組織構造、装飾品を採用しており、（警察を含む）部外者がクラブを見分けることを困難にしている 。健全なクラブが持っている、神秘性、多くの不文律、価値観、理想などはギャングクラブから来たと考えられている。

## クラブと犯罪
ギャングのメンバーの多くは、犯罪活動や組織犯罪に加わっており、「深刻な国内脅威をもたらす」とみなされている。 法執行機関によれば、一部のギャングたちはウェブサイトやビジネスを維持し、パッチやタトゥーで自分たちを識別し、憲法や細則を書き、クラブ名やロゴを商標登録し、さらに公共イメージ向上を目的とした広報キャンペーンを行っていることから、彼らは犯罪グループの中でも独特な存在であるとみなしている。

## 犯罪組織と認定されたクラブ
アメリカ連邦捜査局（FBI）とカナダ犯罪情報サービスは、「ビッグ4」として知られるヘルズ・エンジェルス、ペイガンズ、アウトローズ、バンディドスの4つのクラブを「アウトロー・オートバイギャング」として指定している。これら4つのクラブは、米国威力脅迫及び腐敗組織に関する連邦法 (RICO法) の下で起訴されるほど大きな国内影響力を持っている 。カリフォルニア州司法長官もモンゴルズとヴァゴス・モーターサイクルクラブをアウトロー・オートバイ・ギャングとしてリストしている。
FBIは、アウトロー・モーターサイクル・ギャング (OMG)らは、主に麻薬取引、盗品密売、恐喝によって自活しており、縄張りと違法麻薬取引をめぐって抗争し、年間10億ドルの違法収入を集めていると推定している。ギャングたちはしばしば、独立した不正取引業者と相互に有益なパートナーシップを結び、これによりメンバーの大規模ネットワークを構築する 。
1985年に行われた 、「ラフライダー」と名付けられた3年間・11州にわたるFBIミッションは、200万ドル相当の違法薬物と、ウージーサブマシンガンから対戦車兵器に至るまでの違法武器庫を押収し、史上最大のギャング団逮捕に至った 。また2008年10月には、FBIはモンゴルズ・オートサイクル・クラブによる麻薬取引に関する、6か月間にわたる潜入捜査の終結が発表されており、本ミッションでは160の捜索令状と110の逮捕状が発行された。
カナダでは、20世紀後半にアウトロー・クラブが関与する犯罪が著しく増加し、特にケベックバイカー戦争においては、150以上の殺人（加えて、爆発した自動車爆弾によって若い通行人が死亡している）、84件の爆破、130件の放火が確認された 。カナダにおける暴力事件の増加は、特にモントリオール港へのアクセスに関連する違法薬物取引ビジネスに関する縄張り争いに起因し、ヘルズエンジェルがカナダの様々な地域で他のライバルまたは独立したギャングから、薬物ストリート取引のコントロールを得ようとしたためでもある 。 王立カナダ騎馬警察はマニトバ州の州裁判所から引用し、これらのグループを"暴力によって強制される組織の厳格な規則を守り、結束することを自発的に約束した、オートバイ愛好家の集団で、そのクラブでは社会や法律と深刻な対立をもたらす活動に従事するもの"と定義している。

## 各国の状況

### 豪州
アウトロークラブは、1960年代に豪州で初めて登場したと報告されている. 。彼らは豪州では一般的に「バイカー・ギャング」と呼ばれている。

### 米国

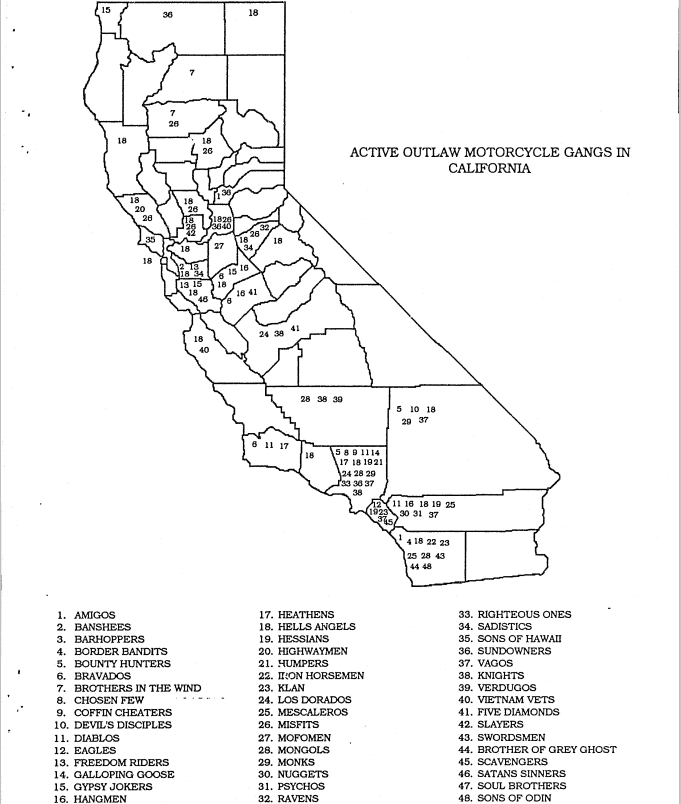
米国司法省によるカリフォルニア州におけるギャング縄張り

米国司法省によると、1991年では約500のオートバイ・ギャングが米国で活動しており、合計数千人のメンバーがいるという 。 これらのギャングは、チンピラグループから組織的な犯罪ネットワークまで、犯罪の精巧さのレベルにおいて様々である 。 1990年に発表した政府の調査では、米国内の危険ドラッグの取引の40％をアウトロー・オートバイギャングが管理しており、メタンフェタミン取引では4分の3を占めるという。その後の調査では、ギャングは38州におけるメスの販売を支配しているか、あるいは深く関与していると結論付けている。

## 文化的影響

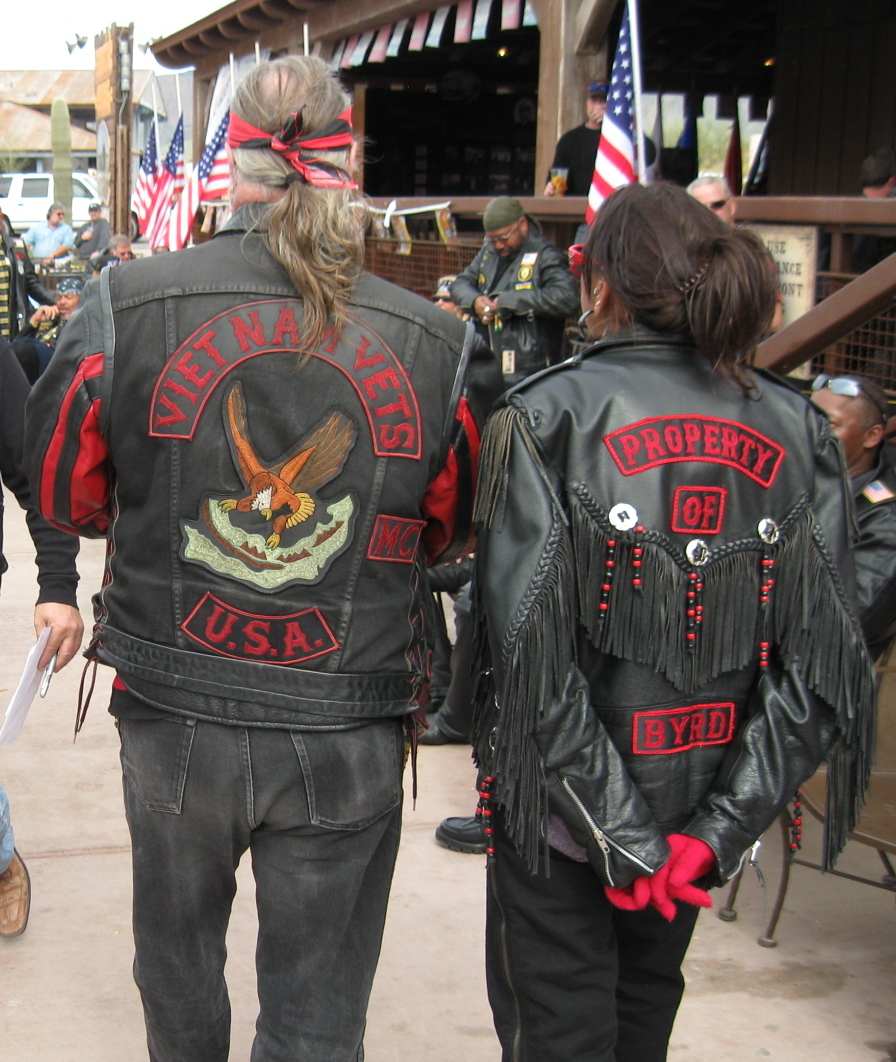
バイカーファッションの男女

これらのアウトロー・クラブは「アウトローバイカー映画」というジャンルを生み出し、一般的に映画やメディアで頻繁に描かれ、パロディ化されてきた。一般的には、ギャングは人々の潜在意識の中にネガティブなステレオタイプとして存在しているが、男性や、「バイカーベイビー」としての女性のファッショントレンドを刺激している。その外観はファッション業界によって利用され、いくつかのクラブと法的な対立を引き起こし 、同時にセックス、危険、反抗心、男らしさ、労働階級の価値を伝える文化特有のフェティッシュな外観を助長してきた。
彼らのバイカースタイルはパンク 、ヘビーメタル 、レザーサブカルチャー、サイバーゴスファッションなどの他のサブカルチャーの外観に影響を与え、最初はアメリカのサブカルチャーであったが、国際的に影響を与えることとなった.。バイカー、彼らの装飾、バイクは神聖な地位を持つ文化的アイコンとなっており 、その描写は概してメディアによって誇張され、金銭的利益のために利用される犯罪者・逸脱者の団体という形となっている。